# Veliko Trnovo
Veliko Trnovo (bolgarsko Велико Търново, latinizirano: Veliko Tărnovo) je mesto ob reki Jantri v severni osrednji Bolgariji in upravno središče istoimenske oblasti. 
Bilo je prestolnica Drugega bolgarskega cesarstva (1185–1396/1422), zato se pogosto omenja kot mesto carjev. Zaradi svoje  edinstvene arhitekture je priljubljena turistična destinacija. Stari del mesta stoji na treh gričih - Carevcu, Trapezici in Sveti gori, pod katerimi se vijugajo meandri Jantre. Na Carevcu so palače bolgarskih carjev in patriarhat, patriarhalna stolnica in številne upravne in rezidenčne zgradbe, obdane z debelim obzidjem. 
Trapezica je znana po številnih cerkvah in rezidencah nekdanjega bolgarskega plemstva. V srednjem veku je bilo Veliko Trnovo eno od glavnih evropskih kulturnih središč in dalo ime trnovskima šolama za arhitekturo in umetnost. Sedaj je pomembno upravno, gospodarsko, izobraževalno in kulturno središče severne Bolgarije.

## Ime
Najbolj razširjena teorija o izvoru imen Trnovgrad in Trnovo trdi, da je slovanskega izvora in je sestavljeno iz besed тръневъ ('trnev') ali тръновъ ('trnov'), ki pomenita trnje ali bodičast, in градъ ('grad'), ki pomeni mesto, utrdbo ali trdnjavo. Pridevnik Veliko so mestu dodali leta 1965, ker je bilo v srednjem veku bolgarska prestolnica, hkrati pa ga pomaga razlikovati od Malega Trnovega.

## Geografija
Veliko Trnovo ima površino 885,3 kvadratne kilometre. Območje, ki je dodeljeno mestu, je 30.379 kvadratnih kilometrov. Leži na reki Jntri. Mesto je imelo vedno strateško lego ob glavnih cestah, ki povezujejo Zahodni Balkan s Črnim morjem in Vzhodno Evropo z Bližnjim vzhodom. Na vzhodu in severovzhodu mesto meji na Arbanasi Bardo, severno z Orlovcem, na zahodu s Kozludžo in na jugu z območjem Dalga laka.
Relief občine Veliko Trnovo je raznolik - ravninsko-hribovit in gorat, na 208 metrih nadmorske višine.
Porečje reke Jantra je 7862 kvadratnih kilometrov. V okolici mesta je več izvirov. Glavni pitni vir je hidroelektrarna Jovkovci.
V južnem delu mesta prevladuje černozjom in siva gozdna tla. Razširjeni so tudi repelenti – humozno-karbonatna tla.
Po mestu so kraji, ki že vrsto let nosijo svoja imena. Sini Vir je zahodno od soseske Čolakovci v dolini reke Jantra zunaj mesta. Dervent je v soteski reke Jantre, v bližini samostana Preobraženje. Hrib Golemjat duvar (Velika trdnjava) z najvišjim vrhom 363 m je med Velikim Trnovim in vasjo Prisovo.
Veliko Trnovo leži na več gričih. Carevec, Trapezica, Momina krepost so bili glavna središča kraljev in bojarjev v času druge bolgarske države, ko je bilo mesto prestolnica. Hrib Sveta gora je bil duhovno in literarno središče ter del današnjega rektorata Velikotrnovske univerze. Hrib Garga Bair leži severno od Trapezice. Na hribu Orlovec so soseska Varuša ter okrožji Akacion in Kartala, najvišja točka je 241 metrov nad morsko gladino. Hrib Trošana je južno od Svete Gore in zahodno od jezu Motela, na njem pa se gradi Veliko Trnovsko hribovje.
Okoli Velikega Trnovega je približno 50 jam in skalnih niš. Nastajajo v apnencih iz obdobja jure in krede. Ležijo predvsem okoli Arbanaškega hriba in skalnega venca v Derventski soteski.

### Podnebje
Veliko Trnovo ima vlažno celinsko podnebje (Dfa), po Köppnovi podnebni klasifikaciji, s toplimi poletji in mrzlimi, sneženimi zimami. Povprečna najnižja temperatura v najhladnejšem mesecu, januarju, je približno –7 °C, medtem ko je povprečna najvišja temperatura v avgustu, najtoplejšem mesecu, 30 °C. Najvišja zabeležena temperatura je bila 41,1 °C, najnižja pa −28,1 °C.
| Podnebni podatki za Veliko Tarnovo, Bulgaria (2000-2013) | Podnebni podatki za Veliko Tarnovo, Bulgaria (2000-2013) | Podnebni podatki za Veliko Tarnovo, Bulgaria (2000-2013) | Podnebni podatki za Veliko Tarnovo, Bulgaria (2000-2013) | Podnebni podatki za Veliko Tarnovo, Bulgaria (2000-2013) | Podnebni podatki za Veliko Tarnovo, Bulgaria (2000-2013) | Podnebni podatki za Veliko Tarnovo, Bulgaria (2000-2013) | Podnebni podatki za Veliko Tarnovo, Bulgaria (2000-2013) | Podnebni podatki za Veliko Tarnovo, Bulgaria (2000-2013) | Podnebni podatki za Veliko Tarnovo, Bulgaria (2000-2013) | Podnebni podatki za Veliko Tarnovo, Bulgaria (2000-2013) | Podnebni podatki za Veliko Tarnovo, Bulgaria (2000-2013) | Podnebni podatki za Veliko Tarnovo, Bulgaria (2000-2013) | Podnebni podatki za Veliko Tarnovo, Bulgaria (2000-2013) |
| Mesec                                                    | Jan                                                      | Feb                                                      | Mar                                                      | Apr                                                      | Maj                                                      | Jun                                                      | Jul                                                      | Avg                                                      | Sep                                                      | Okt                                                      | Nov                                                      | Dec                                                      | Letno                                                    |
| -------------------------------------------------------- | -------------------------------------------------------- | -------------------------------------------------------- | -------------------------------------------------------- | -------------------------------------------------------- | -------------------------------------------------------- | -------------------------------------------------------- | -------------------------------------------------------- | -------------------------------------------------------- | -------------------------------------------------------- | -------------------------------------------------------- | -------------------------------------------------------- | -------------------------------------------------------- | -------------------------------------------------------- |
| Povprečna visoka temperatura °C                          | 4.8                                                      | 7.1                                                      | 12.7                                                     | 19.5                                                     | 24.3                                                     | 27.9                                                     | 30.8                                                     | 31.0                                                     | 26.8                                                     | 20.1                                                     | 13.0                                                     | 5.8                                                      | 18.7                                                     |
| Povprečna dnevna temperatura °C                          | 0.0                                                      | 1.2                                                      | 7.0                                                      | 13.0                                                     | 18.1                                                     | 21.5                                                     | 23.9                                                     | 23.8                                                     | 20.0                                                     | 13.5                                                     | 7.9                                                      | 1.2                                                      | 12.6                                                     |
| Povprečna nizka temperatura °C                           | −4.3                                                     | −3.8                                                     | 1.2                                                      | 6.5                                                      | 10.8                                                     | 14.1                                                     | 16.0                                                     | 15.6                                                     | 12.1                                                     | 6.9                                                      | 2.8                                                      | −2.5                                                     | 6.3                                                      |
| Povprečna količina padavin mm                            | 48                                                       | 44                                                       | 43                                                       | 63                                                       | 88                                                       | 86                                                       | 65                                                       | 56                                                       | 41                                                       | 45                                                       | 51                                                       | 50                                                       | 680                                                      |
| Vir: Stringmeteo.com                                     |                                                          |                                                          |                                                          |                                                          |                                                          |                                                          |                                                          |                                                          |                                                          |                                                          |                                                          |                                                          |                                                          |

### Živalstvo in rastlinstvo
V Velikem Trnovem prevladujejo listopadni gozdovi (88 %) - bukev, gaber, hrast, češnja, lipa, topol itd. Obstajajo gozdovi iglavcev. Prevladujejo jelka, bor, Abies grandis, navadni bor, Abies pinsapo in drugi. V bližini reke so vidni izviri in močvirja: zelene alge, diatomeje in druge. Med drugim najdemo več kot 25 vrst gob: jurčke, Agaricus campestris, Macrolepiota procera, lisičke.
Ozemlje regije ima bogato pestrost živalskega sveta - 350 vrst ptic in 35 vrst živali. Sesalci so zajec, lisica, jelen, divja svinja, jež, evropska tekunica. Ptice so: jerebica, vrana, prepelica, fazan, bela štorklja, velika uharica, gos in druge. Srečamo več kot 180 vrst žuželk: majski hrošč, kobilice, kresnica in druge. Tu so tudi plazilci: želve, kače, kuščarji in drugi. Lokalne ribe vključujejo velškega soma, ostriža, navadnega krapa, mreno. Med pohodništvom je pomembno, da ne pozabite na prisotnost gadov in škorpijonov.

## Zgodovina

### Prazgodovina in antika
Veliko Trnovo je eno od najstarejših naselij v Bolgariji z zgodovino, dolgo več kot pet tisočletij. Prve sledove človekove naselitve iz 3. tisočletja pr. n. št. so odkrili na griču Trapezica.

### Prva bolgarska država
Trnovo je bilo oporišče Prvega bolgarskega cesarstva. Na hribih, na katerih se je raztezalo glavno mesto Tarnovgrad, so našli številne novce, vzorce in keramiko iz prve bolgarske države. Mesto je bilo pomembno za prvo bolgarsko državo. V njem je bila pomembna vojaška posadka. V cerkvi sv. Štiridesetih mučencev so našli primerke, za katere zgodovinarji menijo, da so delo Bolgarov iz Volške Bolgarije.

### Upor Asena in Petra
Asenova in Petrova vstaja se je začela 26. oktobra 1185, na praznik sv. Dimitrija Solunskega in končala z obnovitvijo Bolgarije z ustanovitvijo drugega bolgarskega cesarstva, ki mu je vladala rodbina Aseni. Staro Trnovo bi služilo kot glavno mesto.

### Srednjeveška Bolgarija
Veliko Trnovo, sprva Trnovgrad (Търновград), se je hitro razvijalo in v srednjem veku postalo najmočnejša bolgarska trdnjava. Od 12. od 14. stoletja  je bilo najpomembnejše politično, gospodarsko, kulturno in versko središče v Bolgariji. V 14. stoletju je bolgarski klerik Gligorij Camblak mesto opisal kot »zelo veliko in lepo mesto, obdano z obzidjem in 12.000 do 15.000 prebivalci«.
V 14. stoletju je moč Bizantinskega cesarstva oslabela in Trnovo so zaradi izjemnega kulturnega vpliva v vzhodni Evropi razglasili za Tretji Rim.  
Kot prestolnica Drugega bolgarskega cesarstva je dajalo vtis svetovljanskega mesta z mnogo tujimi trgovci in poslaniki. Ob prevladujočem bolgarskem prebivalstvu je imelo tudi armensko, judovsko in rimskokatoliško (frankovsko) trgovsko četrt. Odkritje treh glav z gotskih spomenikov kaže, da je morda imelo tudi katoliško cerkev.

### Osmansko cesarstvo
Politična in duhovna rast Velikega Trnovega se je po turški zasedbi mesta 17. julija 1393 ustavila. Obleganje je trajalo tri mesece. Obrambo mesta je vodil bolgarski patriarh Evtimij. Tri leta kasneje so Osmani osvojili celo Bolgarsko cesarstvo.
Turki so Trnovo preimenovalo v Tırnova (Trnova). Do konca  17. stoletja je bilo središče bolgarskega odpora proti turškim oblastnikom. V mestu sta se začela dva velika upora proti Turkom, prvi leta 1598 in drugi leta 1686. Trnovo je bilo najprej glavno mesto sandžaka v Rumelijskem ejaletu, nato v Silistrijskem ejaletu in nazadnje v Donavskem vilajetu. 
Trnovgrad in cela sodobna Bolgarija sta ostala pod osmansko oblastjo do 19. stoletja, ko se je z rastjo narodne in kulturne zavesti okrepilo tudi uporniško gibanje. Leta 1875 in 1876 sta se v mestu začela upora, katerih cilj je bil ustanovitev neodvisne Bolgarske pravoslavne Cerkve. 23. aprila 1876 se je začela aprilska vstaja, ki je označila začetek konca osmanske okupacije. Naslednje leto se je začela rusko-turška vojna, ki se je končala leta 1878.

### Tretja bolgarska država
7. julija 1877 je ruski general Josip Vladimirovič Gurko osvobodil Trnovo, s čimer se je končala 480 let dolga oblast Osmanskega cesarstva. Naslednje leto je bila z Berlinsko pogodbo ustanovljena Kneževina Bolgarija z ozemljem med Donavo in Staro planino (Balkan) in prestolnico Trnovo. 17. aprila 1879 je bila v Trnovem sklicana prva narodna skupščina,  ki je potrdila prvo bolgarsko ustavo, znano kot Trnovska ustava. Bolgarski parlament  se je, skladno z ustavo, preselil iz Trnovega v Sofijo, ki je še danes bolgarska prestolnica.
Popolno neodvisnost Bolgarije je 5. oktobra 1908 v cerkvi Štiridesetih mučencev v Trnovem razglasil car Ferdinand Bolgarski iz dinastije Saxe-Coburg Gotha.
Leta 1965 se je mesto z uradnim imenom Trnovo zaradi bogate zgodovine in pomembnosti preimenovalo v Veliko Trnovo.

### Ljudska republika Bolgarija
V socialističnem obdobju je Veliko Trnovo doživelo znatne spremembe. Domneva se, da se je do konca 1940. let v Bolgarsko komunistično partijo (BCP) včlanilo približno 10.000 trnovskih meščanov. Veliko cerkev in zasebnih podjetij je bilo zaprtih, večji industrijski obrati pa so bili nacionalizirani. Na začetku 1950. let je mesto doživelo intenzivno urbanizacijo in se začelo širiti proti zahodu. V tistem času se je porodila tudi ideja, da bi se v severni Bolgariji ustvarilo veliko urbanizirano področje, ki bi zajemalo Veliko Trnovo, Gornjo Orahovico in Ljaskovec s skupnim imenom  Targoljas.
Leta 1963 je bila v Velikem Trnovem ustanovljena Univerza sv. Cirila in Metoda, ki je bila ena od največjih visokošolskih izobraževalnih ustanov v Bolgariji. Urbanizacija se je nadaljevala tudi 1970. letih, ko se je v regiji začela širiti gradbena, elektronska, farmacevtska, računalniška in pohištvena industrija. V teh letih sta bili zgrajeni mestni četrti Akacija in Kartala.

### Sodobno Trnovo
Sodobno Veliko Trnovo je središče enega od najbolj urbaniziranih področij Bolgarije in eno od nekaj  mest z rastočim številom prebivalstva. Je predvsem izobraževalno in kulturno središče in sedež dveh velikih univerz. Mesto je izredno zanimivo tudi  za turiste.

## Prebivalstvo
Po podatkih iz popisa prebivalstva leta 2011 je imelo mesto februarja  2011 68.783 prebivalcev, skupaj z okoliškimi naselji pa 88.670 prebivalcev:
- Bolgari: 59.649 (95,5 %)
- Turki: 2,225 (3,6 %)
- Romi: 123 (0,2 %)
- drugi:  258 (0,4 %)
- nedoločljivi: 198 (0,3 %)
- Romuni: 100 (0,15 %)
- neopredeljeni: 6,330 (9,2 %)

## Mestne znamenitosti
- Trdnjava Carevec je srednjeveška utrdba na hribu z enakim imenom, ki je bila v Drugem bolgarskem cesarstvu od leta 1185 do 1393 glavna trdnjava s carsko rezidenco in sedežem patriarhata.[14]

- Trapezica je srednjeveška trdnjava na hribu z enakim imenom nasproti trdnjave Carevec. V Drugem bolgarskem cesarstvu je bil na tem mestu zgrajen prvi grad dinastije Asen. V naslednjih letih so se na hrib začeli naseljevati  bojarji in pravoslavna duhovščina. V trdnjavi je bil tudi samostan svetega Ivana Rilskega,[15] v katerem so bile do leta 1495 tudi svetnikove relikvije.

- Cerkev 40 mučencev iz Sebaste je zgradil in poslikal bolgarski vladar Ivan Asen II. v čast velike zmage Bolgarov pri Klokotnici. V 13.–14. stoletju je bila glavna cerkev samostana Velika Lavra, ki stoji ob vznožju Careveca na levem bregu reke Jantra. V cerkvi je grob srbskega nadškofa Save Nemanjića; tam je umrl med obiskom pri carju Asenu.

- Samovodska čaršija se je v času bolgarskega preporoda razvila kot poslovno središče. Tam so številne obrtne delavnice, ki ohranjajo stoletno tradicijo rokodelstva.

### Arhitektura
V Velikem Trnovem so fragmenti in temelji, ki so del arhitekture druge bolgarske države. V starem delu mesta in Asenovi mahali je mogoče videti cerkve in hiše, ki so bile datirane v čas osmanske vladavine. V celotnem starem delu so zgrajene hiše iz obdobja renesanse. Zanje so značilni okrašeni elementi. Baročna arhitektura je vidna v večini javnih stavb, zgrajenih v začetku 20. stoletja. V osrednjem in novem delu so javne stavbe in stanovanjske stavbe, zgrajene v slogu baroka, stalinovega baroka in modernizma.